# جون بروم
جون بروم (بالإنجليزية: John Broome)‏ هو اقتصادي وفيلسوف بريطاني، ولد في 1947 في كوالالمبور في ماليزيا.